# 니혼쨩의 등장인물
니혼쨩의 등장인물은 2채널 뉴스 속보판에서 탄생하여 한글판에서 성장한 픽션인 《니혼쨩》에 등장하는 가공의 인물들을 소개한 것이다.
니혼쨩은 다수의 작가에 의해 많은 작품이 공개되지만 이 항목에서 언급된 설명이 반드시 모든 작품에 들어맞는다고 할 수 없는데, 이는 니혼쨩이 작품마다 설정이 다소 차이가 난다는 점을 허용하기 때문에 작가의 수만큼 니혼쨩의 세계는 존재한다.
또한 니혼쨩은 "본 드라마는 완전한 픽션이며, 실제로 존재하는 국가·지도자와는 전혀 관련이 없습니다."라고 소개하고 있다.

## 아시아정

### 일본(히노모토 가)

#### 니혼쨩 (히노모토 사쿠라)
일본을 의인화한 캐릭터로, 본명은 히노모토 사쿠라이며, 이름의 유래는 키노모토 사쿠라이다.
본편의 주인공으로, 마음이 약하지만 가련한 미소녀이다. 상냥한 성격이라 지구 마을의 주민들로부터 존경을 받고 있다.
그러나 무기력한 성격 때문인지 개성파를 갖춘 교실 내에서는 이야기를 들어주지 않는 경우가 많다.
이전에는 칸코군이나 츄고군 등으로부터 괴롭힘을 당하는 일이 많았으나 최근에는 이를 가볍게 피하려는 경우가 눈에 띈다.
평상시에는 조용하며, 화냈을 때도 칸코군과 같이 떠들거나 아우성을 치지 않으나 그러한 위압감으로 츄고군이나 아메리군을 포함한 교실 전체에 충격을 주기도 한다.
사람을 매우 좋아해서 곤란한 사람이 있으면 버림받지 않는 타입이며, 개구쟁이 칸코군이나 츄고군조차 곤란하면 도우려고 한다. 집은 부자이다.
취미는 만화나 기계 만지기, 자신 있는 과목은 도화 공작이며, 손재주가 있다.
본편의 주인공이며 이야기의 중심적 캐릭터이지만, 최근에는 등장 횟수가 적으며 눈에 띄는 경우가 약간 적다.
목차 이동

#### 우요군 (히노모토 부시)
일본의 보수 세력을 의인화한 캐릭터로, 본명은 히노모토 부시 (다케시)이며, 이름의 유래는 우익이다.
니혼쨩의 남동생으로, 약간은 시스템 컴포넌트와 같은 느낌이며, 할아버지인 닛테이를 존경한다.
평소에는 왠지 옛날 남학생복을 입고 나막신 (철나막신?)을 신으며, 일본도 (혹은 대칼)을 항상 휴대하고 다닌다.
노래 부르기를 좋아하고 기타도 튄다. 가끔 악기를 연주하면서 노래를 부르거나 만담을 하지만, 자이쨩으로부터 노래를 배운 탓에 상당한 음치 수준이다.
이전에는 언니 (누나)가 츄고군이나 칸코군으로부터 괴롭힘을 당하면 제재를 가하려고 하거나 혹은 가하기도 했지만 최근에는 언니 (누나)가 츄고군이나 칸코군의 참견을 견딜 수 있게 되었으므로 언니 (누나)를 지킬 기회가 적다.
과묵한 노력가이지만, 자주 언니 (누나)의 일에 폭주하는 일도 있으며, 개성파를 갖춘 시리즈 내에서는 생각보다는 상식인의 부류에 속한다. 실제로는 그림에 자신 있으며 만화를 그려 코믹 마켓에 나간 적도 있다.
약간 오타쿠이다.
목차 이동

#### 자이쨩
재일 한국인을 의인화한 캐릭터로, 칸코군의 여동생이다.
히노모토 가에서 더부살이하고 있으며, 우요군에게는 은밀하게 마음을 보내고 있다.
칸코군의 슬하로 돌아갈 생각은 없는 것 같지만, 양자가 되지 않겠는가라는 권유를 웬일인지 계속 거절하고 있다.
본인은 "히노모토 가가 억지로 가로챘습니다!"라고 말하고 있지만 그 근거는 잘 모른다.
한 달에 결정된 용돈을 받을 수 없는 코트를 불만으로 생각하지만, 아버지에게 여러 가지 서비스를 해서 품삯을 받고 있기 때문에 실제로는 우요군보다 수입이 많은(?) 편이다.
우요군에게 상관해 주지 않으면 자신의 저고리를 가위로 잘라서 관심을 끌려고 하는 츤데레이다.
라디오 프로그램을 좋아한다.
목차 이동

#### 니혼파파
일본의 정치를 의인화한 캐릭터로, 본명은 히노모토 지민이며, 이름의 유래는 자민당이다.
니혼쨩의 아버지로, 니혼엄마의 회상에서는 (제106화) 아마도 데릴사위다운 편이다.
가끔 니혼마마에게는 말없이 자이쨩에게 용돈을 주는 (제42화) 곤란한 사람이다.
목차 이동

#### 니혼마마
일본의 경제를 의인화한 캐릭터로, 본명은 미상이다.
니혼쨩의 어머니로, 평상시에는 열심히 일하는 커리어 우먼이다. 또한 일본의 기술력의 상징이기도 하다.
목차 이동

#### 닛테이씨 (히노모토 데이코쿠)
일본 제국을 의인화한 캐릭터로, 본명은 히노모토 데이코쿠이다.
니혼쨩의 할아버지로, 니혼마마의 아버지이다. 옛날은 망나니였다는 전설이 있다.
일찍이 제2차 동네 대싸움 시절에는 중심 인물 혼자서 아메리파파를 상대로 난투극을 벌인 적도 있다.
이미 돌아가셨으며, 이전에는 영리한 사람인 것처럼 보이지만, 니혼쨩은 상냥한 할아버지의 모습 밖에 모른다.
이미 돌아가셨지만, 아직도 칸코군이나 츄고군 등을 계속 두려워한다.
다수의 애인이 있었다는 소문이 있는데, 아마 정신론자인 듯 하다.
목차 이동

#### 나데시코씨 (히노모토 나데시코)
과거의 깨끗한 일본을 의인화한 캐릭터로, 본명은 히노모토 나데시코이다.
니혼쨩의 할머니로, 니혼마마의 어머니이다. 이름 그대로 구식 일본 여성이다. 그러나 속은 강하며, 뭔가 결정하면 완강히 양보하지 않는다.
엘리자베스쨩은 나데시코님이라고 부른다.
목차 이동

### 일본(히노모토 가의 친척)

#### 아사히쨩 (아사히나 사요)
일본의 진보 세력이나 언론, 혹은 아사히 신문을 의인화한 캐릭터로, 본명은 아사히나 사요이다.
니혼쨩과 우요군의 사촌으로, 신문부의 리더이며, 신문부 소속인 세 명의 여성 가운데 한 사람이다.
니혼쨩을 닮은 외모이지만 안경을 쓰고 있으며, 니혼쨩을 빠뜨리기 위해 날조 기사를 쓰거나 칸코군 혹은 츄고군에게 불필요한 고자질을 하기도 한다.
츄고군과 사귀고 있다.
목차 이동

#### 사요쿠 아저씨
일본의 진보 세력을 의인화한 캐릭터로, 아사히쨩의 아버지이며, 이름의 유래는 좌익이다.
찻집을 운영했지만, 별로 유행하지 않았으며, 여러 가지로 불쌍한 사람이다.
목차 이동

#### 류군
오키나와 (류큐 제도)를 의인화한 캐릭터로, 니혼쨩의 친척이다.
어미는 "사~"이며, 니혼쨩을 "니혼네네 (니혼언니)"라고 부른다.
목차 이동

### 일본(그 외)

#### 마이쨩
마이니치 신문을 의인화한 캐릭터로, 신문부 소속이다.
아호게를 가진 바보 같은 아이로, 신문부 소속인 세 명의 여성 가운데 한 사람이다. 칸코군을 좋아한다?
저널리스트 지망생이며, 아사히쨩을 누님이라고 부른다.
목차 이동

#### 요미쨩
요미우리 신문을 의인화한 캐릭터로, 신문부 소속이다.
주황색 리본으로 가끔은 토끼가 되기도 하며, 신문부 소속인 세 명의 여성 가운데 한 사람이다. 자이언츠를 좋아한다.
고질라 카드는 손을 놓았지만, 야구 카드를 많이 모으고 있다.
목차 이동

#### 샤민쨩
사민당을 의인화한 캐릭터로, 풍기 위원회 소속이며, 신경질적인 풍기 위원이다.
목차 이동

### 동아시아
아시아 정의 동아시아

#### 타이완쨩
타이완을 의인화한 캐릭터로, 이름은 메이리이다.
니혼쨩의 친구로, 건강한 스포츠 소녀이다. "함께 중화 아파트에 살자"며 끈질기게 접근하는 츄고군을 싫어하며, 그와의 거리를 두기 위해 니혼쨩과 아메리군과 사이좋게 지내고 있다. 활동적인 기벽을 갖고 있으며, 권법의 달인이다. 아메리가와 흔들리기도 해서 조금도 더 니혼쨩의 만화·애니메이션을 각별히 사랑하고 있다.
이웃 주민이 없는 니혼쨩에 있어서는 얼마 안 되는 좋은 이웃이다.
목차 이동

#### 칸코군 (박이남)
대한민국을 의인화한 캐릭터로, 본명은 휴전선 이남에서 따온 박이남이다.
본편의 또 다른 주인공으로, 조금은 김치인 사람이며, 조상은 곰이다. (단군왕검 참조)
트러블 메이커로 그와 관련되면 왠지 변변한 일이 일어나지 않는 것이 많다. 웬일인지 니혼쨩에 대해서는 참견을 걸어온다.
자기 중심적이며, 강한 사람을 따라하고 약한 사람인 척하지만, 츄고군에게는 반항하지 않는다. 어미는 "~니다"이며, 말버릇은 "아이고"와 "우리나라 만세", "사죄와 배상" 등이다.
형인 킷쵸무군이 은둔형 외톨이이거나 친척이 중화 아파트나 히노모토 가에 더부살이를 하는 등 복잡한 사정을 가진 가족을 구성하고 있으며, 여러 가지로 불쌍한 소년이다. 상식인인 여동생이 있어 형인 칸코군의 보충을 하는 경향도 있다.
목차 이동

#### 킷쵸무군
조선민주주의인민공화국을 의인화한 캐릭터로, 칸코군의 형이다.
은둔형 외톨이라서 학교에 등교하지 않으며, 입에서 나오는 대로 거짓말을 하는데, 추적할 수 있는 경우에는 칼이나 불꽃 등을 반짝거리도록 만든다.
목차 이동

#### 츄고군
중국을 의인화한 캐릭터로, 쿨하지만 으스스한 책사이다.
아버지는 택민, 어머니는 티베트이며, 여동생은 쿄쨩이다.
그 밖에도 가족이 많으며, 중화 아파트를 경영하는 등 상인 기질이다.
아사히쨩과는 제대로 사귀는 중이지만, 타이완쨩에게도 열렬히 공격한다.
그러나, 타이완쨩과는 이복형제가 아닌가하는 소문 (제19화)이 있다.
(그 밖에도 숙모설, 사촌형제설, 타인설이 있다.)
어미는 "~해"이며, 복장은 언제나 초록색 인민복이지만, 검은색 쿵푸복을 입고 있다.
목차 이동

#### 쿄쨩
홍콩을 의인화한 캐릭터로, 츄고군의 여동생이다.
오랫동안 엘리자베스쨩의 집에서 양자로 성장했지만, 최근 동거하게 되었다.
그러나 츄고군의 집에 익숙해지는 것이 매우 큰 일인 것 같다. (제 586화)
츄고군이 여러 차례나 돈을 요구해서 곤란함을 느끼고 있다. (제 621화)
목차 이동

#### 몽골군
몽골을 의인화한 캐릭터로, 옛날에는 우두머리였다.
이전에는 우두머리로 불렀기 때문에 어쩔 수 없는 망나니였지만, 지금은 과묵하고 점잖아졌다. 로시아노비치군과는 사이가 좋다.
니혼쨩과 한눈에 반하기도 했으며, 맹렬히 공격한 적이 있다.
유목 생활도 하고 있으며, 간혹 양의 도움으로 학교에 결석하고 싶다는 생각이 있다.
목차 이동

### 동남아시아
아시아 정의 동남아시아

#### 베트나쨩
베트남을 의인화한 캐릭터로, 수수께끼의 전학생이며, 월남 반점의 인기 여성이다.
긴 머리카락과 순백색 아오자이가 트레이드 마크인 조용한 성격의 여자 아이로, 삿갓을 쓰는 경우가 많다.
가련하게 서 있지만, 보복은 빈틈없이 수행한다.
가족은 형 호치민군과 베트나쨩보다 강하다고 소문난 어머니 (베트나마마)가 있다.
옛날 아메리군의 고엽제로 인해 팔에 화상을 입어 붕대나 아오자이의 소매 등으로 상처를 숨기고 있다 (작가에 따라서는 붕대를 그리거나 그리지 않는 경우가 있다). 그러나 아메리군을 넘어뜨렸기 때문에 작품 중에서는 은밀한 최강이다는 소문이 있다.
또한 아메리군 뿐만 아니라 츄고군에게 압승을 거둘 정도로 무서운 아이이기도 하다.
한때 타이조라는 사람이 베트나쨩의 집에 하숙했으나 어떤 일 때문에 죽어버렸다.
베트나쨩은 상처투성이인 타이조의 카메라를 추억과 함께 소중히 간직하고 있으며, 그녀의 앨범에는 타이조와 함께 찍은 한 장 뿐인 사진과 타이조의 카메라로 찍은 추억의 교실 친구 사진이 들어 있다.
목차 이동

#### 네시아쨩
인도네시아를 의인화한 캐릭터로, 합창부 소속이다.
니혼쨩과는 사이가 매우 좋다. 할아버지는 인도네 할아버지이며, 아버지는 네시아파파이다. 완고한 아버지에게는 조금 반항하는 끼가있다.
인도네 할아버지는 일찍이 빚을 진 상황에서 가게를 빼앗긴 적이 있으며, 네시아파파는 닛테이씨를 "무섭지만 의지가 되는 곳이 많았다"고 평가 (제13화)하고 있다.
처음에는 "민"하고 우는 모에 캐릭터였으나, 음란한 것은 안 된다고 한다.
목차 이동

#### 싱가군
싱가포르를 의인화한 캐릭터로, 청소 위원이다.
결벽증인 남자 아이로, 마라고 하는 사자와 물고기 모양을 한 반수반어의 봉제인형을 갖고 있다.
아버지가 엄격해서 텔레비전도 정해진 채널 밖에 볼 수 없었던 것으로 보인다.
목차 이동

### 남아시아
아시아 정의 남아시아

#### 인도군
인도를 의인화한 캐릭터로, 정상 회의 멤버 자리를 노리고 있다.
수학에 자신있으며, 현재 아시아 정에서도 평가가 급상승하는 중이다.
목차 이동

#### 방글라군
방글라데시를 의인화한 캐릭터로, "방글라데시…"로 시작하는 자기 학대 네타에 자신있다.
목차 이동

#### 부탄쨩
부탄을 의인화한 캐릭터로, 산 속에 살고 있으며, 작지만 니혼쨩과 똑같다.
목차 이동

### 중동(서아시아)
아시아 정의 중동

#### 시온쨩
이스라엘을 의인화한 캐릭터로, 이름의 유래는 시온의 언덕이다.
새로 세운 교회에 살고 있는 이상한 여자 아이로, 이상한 마술을 사용한다는 소문이 있다.
거듭되는 싸움과 집단 괴롭힘으로 인한 유랑 끝에 간신히 지금의 집에 살 수 있었기 때문에 집에 대한 집착이 강하며, 외압에는 매우 민감한 편이다.
낙관적인 니혼쨩의 성격에 초조한 편이다.
소바쥬 스타일의 보라색 세미 롱 머리로 언제나 미간에 잔물결을 보내는 표정으로 그려지는 경우가 많다.
"모사도"라는 암살 방법을 사용하는 사람이며, 가끔 최면술을 사용해 교실에 있는 사람들을 유혹한다.
목차 이동

#### 하마스
팔레스타인 (하마스)를 의인화한 캐릭터로, 배를 비우고 싶은 욕심이 있다.
목차 이동

#### 토루코쨩
터키를 의인화한 캐릭터로, 오스만 할아버지의 손녀이다.
유럽 정 가까이에 위치한 과자집인 〈오스만당〉의 인기 여성이며, 애용하는 자전거의 이름은 에르투룰 호이다.
오스만당은 언제나 번성하고 있으며, 일손 부족을 해결하기 위해 메이드 로봇 EU에 흥미를 느끼고 있다.
목차 이동

#### 페르시아쨩
이란을 의인화한 캐릭터로, 시온쨩과는 사이가 나쁘다.
정의의 아군인 척하는 아메리군을 싫어하며, 니혼쨩과는 제대로 사이가 좋다.
목차 이동

#### 이라군
이라크를 의인화한 캐릭터로, 말투가 왠지 간사이 지방의 말투이다.
목차 이동

## 유럽정

### 서유럽
유럽 정의 서유럽

#### 엘리자베스쨩
영국을 의인화한 캐릭터로, 명가의 아가씨이다.
권모술수에 뛰어난 아가씨이며, 할아버지는 반상회장이다. 의리의 언니가 있었지만, 교통사고로 죽고 말았다. (제89화)
약간의 웨이브 형태인 밤색 머리카락에 체크 문양의 치마를 애용한다. 프랑수아즈쨩과는 맑은 오후에 오후 홍차를 받으면서 우아한 언동으로, 서로 견제하는 멋진 관계이다. 아무도 그 사이에 목을 찌를 수 없다.
의연한 태도를 관철하는 나머지 주장을 하지 않지만, 사실은 마음 속에 뜨거운 펑크 영혼을 숨기고 있다.
화가 나면 사디스트 같은 무서운 미소를 지으며, 할머니 시절에는 아메리가를 부하로 삼고 있었다.
집에는 마약 중독자 탐정과 추적을 하지 않는 탐정 만세 의사와 동거하고 싶은 곳이다.
자존심이 높으며, 오후 홍차는 매일 빠뜨리지 않는다. 두뇌가 명석하고 스포츠에 만능이지만, 요리는 서투른 편이며, 정상 회의 멤버이다.
목차 이동

#### 게르마하군
독일을 의인화한 캐릭터로, 아리아쨩의 쌍둥이 오빠이다. 본명은 게르마하 도이칠란트이며, 이름의 유래는 게르만인이다.
니혼쨩과 같은 수준으로 손재주가 뛰어나며 엉기는 성질이다. 꾸밈 없이 성실하며 억세고 튼튼하다.
처음 등장했을 (제9화) 때에는 도이츠군이었던 것으로 추정되며, 이후 게르만군 (제41화), 게르만스키군 (제56화)을 거쳐 게르마하군이라는 이름이 최종 확정되었다.
메이드 로봇 EU의 개발에 앞서가고 있으며, 정상 회의 멤버이다.
목차 이동

#### 아리아쨩
동독을 의인화한 캐릭터로, 게르마하군의 쌍둥이 여동생이며, 이름의 유래는 아리안 학설이다.
최근에 남매와 함께 살자는 약속을 했기 때문에 현재의 남매 사이는 좋은 편이다.
구독일 가에서 슈타지 아저씨에게 첩보원과 암살 기술 등을 철저히 주입시킨 일이 있었으며, 그 영향으로 인해 어조가 딱딱한 편이다.
기본적으로는 쿨한 성격이지만 사실은 섬세한 편이다. 샤워실에서 니혼쨩을 뒤에서 껴안으면서 "이번에는 이타공을 빼고 하자고"라고 귓전에 속삭인 일도 있다.
목차 이동

#### 프랑수아즈쨩
프랑스를 의인화한 캐릭터로, 오타쿠이다.
화려한 아가씨로, 요리 자랑을 하는 멋쟁이이지만 제멋대로이다.
이마에 금발의 세로 롤이 튀어나온 아가씨로, 주름이 달린 옷과 부채를 애용한다.
아가씨 캐릭터로, 엘리자베스쨩과는 좋은 라이벌 관계 ("숙적"이라고 쓰며, "친구"라고 읽는다)이다.
과자 만들기에 자신 있으며, 니혼쨩의 애니메이션이나 만화를 좋아해서 니혼쨩에 호의를 보이고 있다.
친척의 숙부에게 귀족인데도 괴도가 취미인 사람과 살고 싶다고 한다. 뒤에는 수염이든지 경감이라든지.
가방이나 양복 등 복장에 대해서는 멋있고 세련된 센스를 갖고 있으며, 정상 회의 멤버이다.
목차 이동

#### 제네바군
스위스를 의인화한 캐릭터로, 보건 위원이다.
평소에는 독불장군이라 타인과 조직을 하지 않으며, 친정은 대은행이다.
목차 이동

#### 벨기에군
벨기에를 의인화한 캐릭터로, 베네룩스 3인조 가운데 한 사람이며, 와플 아저씨의 아들이다.
아버지를 닮아서 초콜릿 만들기에 자신있으며, 할머니를 닮아서 레이스 짜기에 자신있는 가정적인 남성으로, 온후하고 우호적인 성격이다.
네덜군의 사촌 형제로, 파트라슈라는 이름의 개를 기르고 싶은 생각이 있다.
목차 이동

#### 네덜군
네덜란드를 의인화한 캐릭터로, 베네룩스 3인조 가운데 한 사람이다.
벨기에군의 사촌 형제로, 튤립을 사랑하는 중성적인 소년이다.
어머니는 튤립 아줌마이며, 여동생은 더치쨩이다.
존재감이 조금 부족한 베네룩스 3인조에서는 제일 메이저일지도 모른다.
목차 이동

#### 룩셈부르군
룩셈부르크를 의인화한 캐릭터로, 베네룩스 3인조 가운데 한 사람이다.
네덜군의 사촌 형제로, 기본적으로는 조용하며, 존재감이 없다.
은밀한 부자 집안으로, 부자이지만 의외로 알려지지 않았다.
목차 이동

#### 합스부르크 선생님
오스트리아를 의인화한 캐릭터로, 가는 몸에 큰 가슴을 갖고 있으며, 애칭은 합 선생님이다.
이름의 모티브는 합스부르크 왕가이며, 몰락한 명가의 따님으로, 3학년 지구반의 담임이다.
목차 이동

### 동유럽
유럽 정의 동유럽

#### 로시아노비치군
러시아를 의인화한 캐릭터로, 술주정꾼이며, 영락했던 옛 상류층 가정이다.
본명은 이반 로시아노비치 루스키이며, 할아버지인  소비에트프스키 (소련의 의인화)가 남긴 빚 때문에 가난한 생활을 보내고 있다.
항상 작은 보드카 병 5개를 휴대하는 버릇이 있다.
그러나 술에 취하지 않은 로시아노비치군은 푸틴 이상의 마피아 미만이다. (제294화)
그의 집에 대대로 전해 내려오는 보도인 〈동장군〉에게 당해 본 적이 없다. (제853화)
12명의 여동생을 두고 있다. (각각의 이름은  키르기스쨩,  그루지야쨩,  투르크메니스쨩,  로시아쨩,  몰도바쨩,  우크라이나쨩,  아제르바이쨩,  우즈베키스쨩,  카자흐스쨩,  벨라루시쨩,  타지키스쨩,  아르메니아쨩이다).
불꽃을 많이 갖고 있으며, 정상 회의 멤버로, 멤버 중에서 제일 힘이 센 사람이기도 하다.
또한 의외로 예술적 소양을 갖고 있어 피겨 스케이팅 대회 때는 타인과 같이 근사한 듯 하다. (제284화)
목차 이동

#### 우크라이나쨩
우크라이나를 의인화한 캐릭터로, 최근 형으로부터의 독립 지향이 눈에 띈다.
로시아노비치군을 "형님"이라고 부른다.
청빈하게 참으면서 여동생들을 돌보며, 로시아노비치군을 받치는 기특한 여자 아이이다.
머리 모양과 외모가 페이트/스테이 나이트의 세이버와 닮았다.
목차 이동

#### 루마쨩
루마니아를 의인화한 캐릭터로, 흡혈귀의 혈통을 이어받았다는 소문이 전해지는 수수께끼의 소녀이다.
그러나 니혼쨩의 작가들이 루마니아에 대한 지식이 있을 리가 없으며, 루마니아하면 드라큘라라는 단락적인 생각으로 인해 흡혈귀 같은 캐릭터로 설정되어 있다고 할 때 일러스트에서는 흡혈귀 자체로 그려져 있다.
핼러윈의 계절이 되었을 때 일러스트가 투고되는 것은 가을의 풍물이다.
목차 이동

#### 소피아쨩
불가리아를 의인화한 캐릭터로, 초록색 머리의 트윈 테일을 갖고 있다.
종이 씨름으로 "고토마루"를 조종하며, 요구르트를 좋아한다.
목차 이동

#### 폴라쨩
폴란드를 의인화한 캐릭터로, 집 없는 소녀 폴라이다.
옛날 시베리아의 블라디보 고아원에 있었을 때 닛테이씨로부터 도움을 받았던 적이 있었다.
목차 이동

### 남유럽
유럽 정의 남유럽

#### 마카로니노군
이탈리아를 의인화한 캐릭터로, 여자 아이를 판단력 없이 설득한다.
정상 회의 멤버로, 처음 등장했을 (제9화) 때에는 이탈리군이었던 것으로 추정된다.
목차 이동

#### 몰타군
몰타를 의인화한 캐릭터로, 마카로니노 가의 더부살이이다.
엘리자베스쨩을 지키기 위해 여장을 하고 있으며, 남자 아이이지만 성적 매력을 담당하고 있다.
목차 이동

#### 요한군
바티칸을 의인화한 캐릭터로, 이름의 모티브는 교황 요한 바오로 2세이다.
유럽 정에 있는 커다란 교회의 후계자로, 금발의 미소년이며, 지구 정의 교회에서 신부를 맡고 있다.
마카로니노군의 친척으로, 유럽 정의 명물 아저씨인 바티칸의 아저씨 (제414화)의 아들이다. (양자?)
일정한 직업에 종사하지 않고 있는 아버지와는 달리 성실하지만, 본래 멍청하고 덧없는 인생과는 아주 동떨어진 성격이다.
우요군이나 자이쨩, 라스카쨩의 같은 반 학생으로, 바보같은 정중한 언동을 하며, 우요군과의 멍청한 공격 콤비는 뛰어나게 우수한 편이다.
교황 베네딕토 16세가 즉위한 이후에도 요한군은 요한군이다.
목차 이동

#### 포르와 갈
포르투갈을 의인화한 캐릭터로, 쌍둥이 남매이다.
둘이서 하나로 이야기하며, 회화를 할 때에는 둘이서 동시에 이야기한다.
"~레스"라는 맥풀린 말투는 포르 (´v｀)이며, 간사이 지방의 말투는 갈(‘д‘)이다.
목차 이동

#### 아테네쨩
그리스를 의인화한 캐릭터로, 이름의 유래는 수도 아테네이다.
머리는 좋은 것 같지만, 성격은 비교적 알맞은 편이다.
목차 이동

#### 플라멩코 선생님
스페인을 의인화한 캐릭터로, 칸코군의 담임이다.
이름의 모티브는 프란시스코 프랑코와 플라멩코이며, 정열적인 가르침으로 5학년 지구반을 이끈다.
97cm의 가슴 크기를 자랑하며, 수업 시간에는 항상 브래지어를 착용하기 때문에 사춘기인 초등학교 5학년이 보면 해롭다.
시에스타 (낮잠)를 좋아한다.
목차 이동

#### 바스크탄
바스크를 의인화한 캐릭터로, 플라멩코 선생님과 나이 차이가 나는 고등학생인 여동생이다.
유럽 가의 변두리에 위치한 메종 이베리아 (목조 모르타르로 지어진 2층 건물로, 가우디가 세운 옛 시계가 어울리는 아파트) 1층에 플라멩코 선생님과 함께 살고 있다.
포르와 갈의 누님 때문에 소년과 같은 말투를 사용하며, 고등학생인 것처럼 보이지만 초등학교 3학년 정도 밖에 안 보인다.
미모의 언니에 콤플렉스를 안고 있지만, 언니와는 비교가 되지 않을 정도로 집안일을 잘 할 수 있다.
목차 이동

### 북유럽
유럽 정의 북유럽

#### 노르웨이군
노르웨이를 의인화한 캐릭터로, 유럽 정의 북쪽에 살고 있다.
우등생이 많은 북유럽 캐릭터 가운데 약간 나온 존재로, 현명하고 바이킹적인 뜨거움을 갖고 있으며, 고래를 좋아한다.
목차 이동

#### 핀란쨩 (수오미쨩)
핀란드를 의인화한 캐릭터로, 자신을 수오미쨩이라고 부른다.
할아버지는 산타 클로스이며, 할머니는 무민이다.
목차 이동

#### 마후유쨩
아이슬란드를 의인화한 캐릭터로, 은색의 백발과 유리색 눈동자를 갖고 있다.
노르웨이군의 친구로 고래를 좋아하며, 눈보라를 부르는 특수한 능력을 갖고 있다.
과묵하지만 사실은...
목차 이동

## 북아메리카정

### 아메리군
미국을 의인화한 캐릭터로, 성격은 밝지만 조금 난폭하며, 교실의 중심 인물이다.
교실의 우두머리와 같은 존재이지만 최근에는 육체적인 힘으로 말하는 경향을 갖고 있다.
뭐든지 최고가 아니면 기분이 풀리지 않는 성격으로, 항상 니혼쨩에 접근한다.
정상 회의 멤버이며, 라스카쨩과 베가스쨩이라는 두 명의 여동생을 두고 있다.
목차 이동

### 라스카쨩
알래스카주를 의인화한 캐릭터로, 아메리군의 피가 연결되지 않는 여동생이다.
로시아노비치군의 13번째 여동생이었으나 양자로 나왔다.
우요군의 같은 반 학생으로, 웬일인지 우요군을 좋아하며, 우요군을 둘러싸고 자이쨩과 삼각 관계에 놓여 있다.
목차 이동

### 캐나디안군
캐나다를 의인화한 캐릭터로, 프랑수아즈쨩을 존경하고 있다.
장신이지만 눈에 띄지 않으며, 언제나 존재를 잊은 것으로 간주된다. 정상 회의 멤버로 몰래 나선다.
칸코군을 별로 생각하지 않는 것으로 보이며, 퀘벡쨩이라는 여동생을 두고 있다.
목차 이동

### 퀘벡쨩
퀘벡주를 의인화한 캐릭터로, 캐나디안군의 여동생이다.
우요군의 같은 반 학생으로, 프랑수아즈쨩을 그리워해 "누님"이라고 부르지만, 실제로는 오빠의 일을 소흘히 하고 있다.
목차 이동

### 메히코군
멕시코를 의인화한 캐릭터로, 노래와 기타, 여행을 좋아하는 남성이며, 주식은 컵라면이다.
목차 이동

### 쿠바쨩
쿠바를 의인화한 캐릭터로, 아메리군에 지지 않으려고 노력하며, 야구에 자신있다.
목차 이동

### 체 언니
체 게바라를 의인화한 캐릭터로, 남자답고 용감한 기질인 언니이며, "나를 필요로 하고 있는 사람"을 위해 계속 싸웠다.
목차 이동

### 아이티쨩
아이티를 의인화한 캐릭터로, 길드로부터 의뢰를 받아 부두 마술로 절을 올려 가게와 같은 일을 하고 있다.
목차 이동

## 남아메리카정

### 브라지군
브라질을 의인화한 캐릭터로, 축구에 자신있으며, 축구 대회에서는 항상 상위권에 진출한다.
그러나 옛날에는 포르와 갈에게 좋은 것처럼 사용된 적도 있었다는데...
목차 이동

### 페루쨩
페루를 의인화한 캐릭터로, 소설에는 등장하지 않지만 일러스트가 존재하는 캐릭터이다.
아시아 정의 사람들을 닮은 외모를 갖고 있으며, 세 번 엮은 빨간색 판초와 작은 중산 모자를 쓰고 있다.
항상 라마를 친구로 삼는다.
목차 이동

### 코스타리카쨩
코스타리카를 의인화한 캐릭터로, 본명은 고슈다 리카이다.
"돌로 된 구"라고 부르는 오파츠를 갖고 있는 것으로 보이며, 자신의 집에 경비원도 방범 장치도 필요없다고 하지만 실제로는...
목차 이동

## 오세아니아정

### 오지군
오스트레일리아를 의인화한 캐릭터로, 어쨌든 눈에 띄지 않는 소년이다.
어미는 "~다스"이며, 엘리자베스 가의 분가이다.
목차 이동

### 캔버라쨩
오스트레일리아를 의인화한 캐릭터로, 오지군의 여동생이다.
같은 경우인 퀘벡쨩과 콤비를 제대로 이루고 있지만, 더 이상 형과 상대하지 않는 퀘백쨩에 비해 캔버라쨩은 의외로 형과 생각을 하고 있는데, 재생 능력자 (리제너레이터)인 것으로 보인다.
목차 이동

### 뉴지군
뉴질랜드를 의인화한 캐릭터로, 오지군의 친구이다.
목차 이동

### 파라오군
팔라우를 의인화한 캐릭터로, 낚시를 좋아한다.
집은 커다란 연못 가운데에 있는 섬 위에 있으며, 이전에는 보트로 왕래했다. 이를 불편하다고 생각하자 아메리군이 돈을 지원해 칸코군이 다리를 만들어 주었지만 곧바로 무너졌으며, 이후 니혼쨩이 다리를 무료로 만들어 주었다.
목차 이동

### 투발루쨩
투발루를 의인화한 캐릭터로, 파라오군의 같은 반 학생이다.
집이 침수되어 뉴질랜드 가에 이사하게 된 것 같아 불쌍하다.
목차 이동

## 그 외

### 메이드 로봇 EU
유럽 연합을 의인화한 캐릭터로, 유럽 정이 개발하고 있는 미완성 메이드 로봇이다.
캐릭터의 모델은 투하트의 세리오이다.
목차 이동

### 유엔 선생님
유엔을 의인화한 캐릭터로, 지구 초등학교의 교장 선생님이며, 의외로 고생을 겪고 있다.
목차 이동

### 매미
태풍을 의인화한 캐릭터로, 몸집이 큰 전파 여성이며, 이름의 유래는 2003년에 발생한 태풍 매미이다.
휴머노이드 태풍이며, 이전에는 (2006년) 타이완쨩을 이용해 츄고군을 마구 때렸으며, 니혼쨩를 무시한 칸코군을 마구 때린 후 폭풍우와 함께 소멸되었다. 여러분, 크로켓 준비는 OK입니까?
목차 이동

## 지구 초등학교 분류

### 5학년 지구반
- 니혼쨩
- 칸코군
- 아메리군
- 타이완쨩
- 츄고군
- 아사히쨩

### 3학년 지구반
- 우요군
- 라스카쨩
- 퀘벡쨩
- 파라오군
- 홍쨩
- 요한군
- 몰타군

### 교무실
- 플라멩코 선생님
- 합스부르크 선생님

목차 이동

## 같이 보기
- 니혼쨩